# Barro, Ceará
Barro este un oraș în Ceará (CE), Brazilia.